# Marrakech (prefectuur)
Marrakech is een prefectuur in de Marokkaanse regio Marrakech-Safi.
Marrakech telt 1.385.465 inwoners op een oppervlakte van 1671 km².

## Grootste plaatsen
| Plaats         | Inwoners (1994) | Inwoners (2004) | Inwoners (2015) |
| -------------- | --------------- | --------------- | --------------- |
| Marrakesh      | 642.063         | 801.043         | 928.850         |
| Mechouar Kasba | 25.100          | 22.111          |                 |
| Saâda          | 24.396          | 39.071          |                 |
| Loudaya        | 22.247          | 26.999          |                 |
| Tassoultante   | 18.192          | 30.137          |                 |
| Alouidane      | 17.196          | 20.925          |                 |
| Oulad Hassoune | 16.558          | 19.188          |                 |
| Ouled Dlim     | 15.909          | 14.747          |                 |
| Souihla        | 15.548          | 19.295          |                 |

Ben Slimane · Khouribga · Settat · El Jadida · Safi · Boulmane · Fez · Moulay Yacoub · Sefrou · Kénitra · Sidi Kacem · Casablanca · Médiouna · Mohammedia · Nouaceur · Assa-Zag · Guelmim · Tan-Tan · Tata · Boujdour · Es-Semara · Lâayoune · Al Haouz · Chichaoua · Essaouira · Kelâat Es-Sraghna · Marrakech · Al Ismaïlia · El Hajeb · Errachidia · Ifrane · Khénifra · Meknès · Berkane · Figuig · Jerada · Driouch · Nador · Oujda-Angad · Taourirt · Aousserd · Oued ed Dahab · Khémisset · Rabat · Salé · Skhirat-Témara · Agadir-Ida-Ou-Tanane · Inezgane-Aït Melloul · Chtouka-Aït Baha · Ouarzazate · Taroudant · Tiznit · Zagora · Azilal · Béni-Mellal · Chefchaouen · Fahs-Bni Mkada · Larache · Tanger-Asilah · Tétouan · Al Hoceima · Taounate · Taza